# Limnoria segnoides
Limnoria segnoides är en kräftdjursart som beskrevs av Menzies 1957. Limnoria segnoides ingår i släktet Limnoria och familjen borrgråsuggor.
Artens utbredningsområde är Madagaskar. Inga underarter finns listade i Catalogue of Life.